# Монгалла

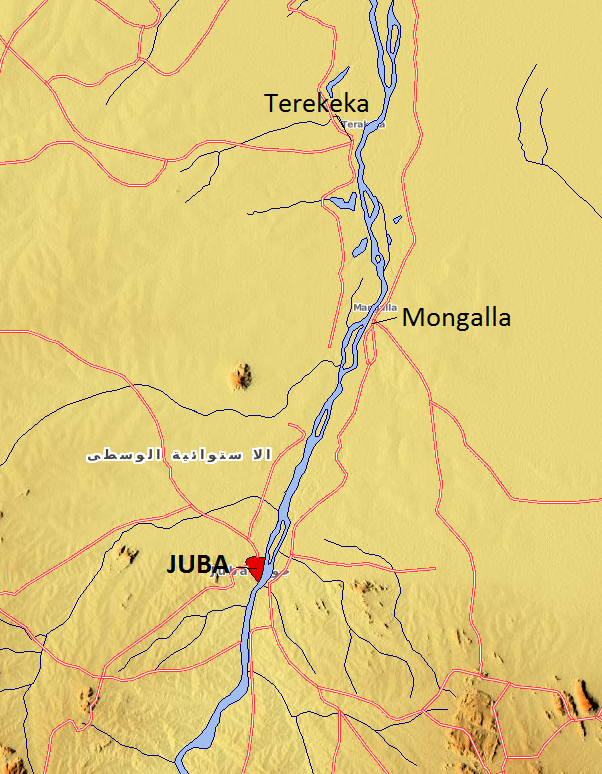
Расположение Монгаллы относительно столицы Южного Судана города Джуба

Монгалла или Мангалла — город в округе Джуба провинции Центральная Экватория Южного Судана, на восточной стороне Бахр аль Джебель или Белого Нила. Она находится на расстоянии около 121 километра по автомобильной дороге на северо-восток от столицы города Джуба. Города Терекека и Бор лежат ниже по течению, к северу от Монгалла.
В колониальную эпоху, Монгалла был столицей провинции Монгалла, который граничил на юге с Угандой и на востоке с Эфиопией. 7 декабря 1917 года последние из северных суданских войск были выведены из Монгалла, заменённые Экваториальными войсками. Эти южные и, по крайней мере номинально, христианские войска оставались единственным постоянным гарнизоном города и провинции, до их мятежа в августе 1955 года. Монгалла и окружающая провинция затем вошли в Экваториальную провинцию в 1956 году. Город был несколько раз взят во время Второй Суданской гражданской войны (1983—2005).
В окрестностях города в 1950-х годах проводились опыты по выращиванию сахарного тростника, были планы по созданию плантаций промышленного масштаба. Тем не менее, после обретения независимости в 1956 году правительство Судана переключило сахарный проект на север, где сахарный тростник выращивается в гораздо менее благоприятных условиях с большими ирригационными затратами. В 1970-х годах в Монгалле были основаны фабрики по производству сахара, тканей и одежды, но производствам не удалось выйти за пределы опытных и сошли на нет в связи с ростом напряжённости в регионе в начале 1980-х. В апреле 2006 года президент Южного Судана, Салва Киир, назвал Монгалла в числе других портов Нила, которые должны быть восстановлены в первую очередь.
Монгалла является важным центром для измерения течения Нила, с измерениями регулярно проводившимися с 1905 до 1983 года, и после 2004 года.

## Расположение
Монгалла лежит на восточном берегу Белого Нила в провинции Центральная Экватория округ Джуба на высоте 443 м.
Засушливый период с ноября по февраль, то в июне и августе дождливые периоды. Годовое количество осадков составляет около 1000 мм.
В сухой сезон преобладают северные ветра, в сезон дождей — южные.
На основе наблюдений, выполненных в период с апреля 1903 года по декабрь 1905 года средняя температура была 26,4 ° С, при этом средняя максимальная 33,7 ° С и средняя минимальная 20,9 ° С. Средняя относительная влажность воздуха составила 74 %.
Течение Белого Нила в районе Монгаллы сочетает в себе сезонные паводки в дождливый период с сильным постоянным притоком воды из озера Виктория, на который влияет испарение, а также эффекты затухания и накопления привносимые озером Альберт, озером Эдуард и озером Кьога.
Судд, обширная заболоченная площадь, тянется вниз по реке от города Монгалла почти до точки, где река Собат впадает в Белый Нил чуть выше по течению города Малакаль. Из-за испарения, только половина воды, которая попадает в Судд ниже Монгалла, выходит из северной части болота.
Гораздо меньшее болото — Болото Бадигеру, находится на расстоянии около 32 км восточнее, отделённое от Монгалла открытыми пастбищами.
Полосой вдоль Нила около 10 километров (6,2 мили) в ширину и 146 километров (91 миль) в длину от города Монгалла к городу Бор проживают народности мандари и динка.

## Ранний колониальный период

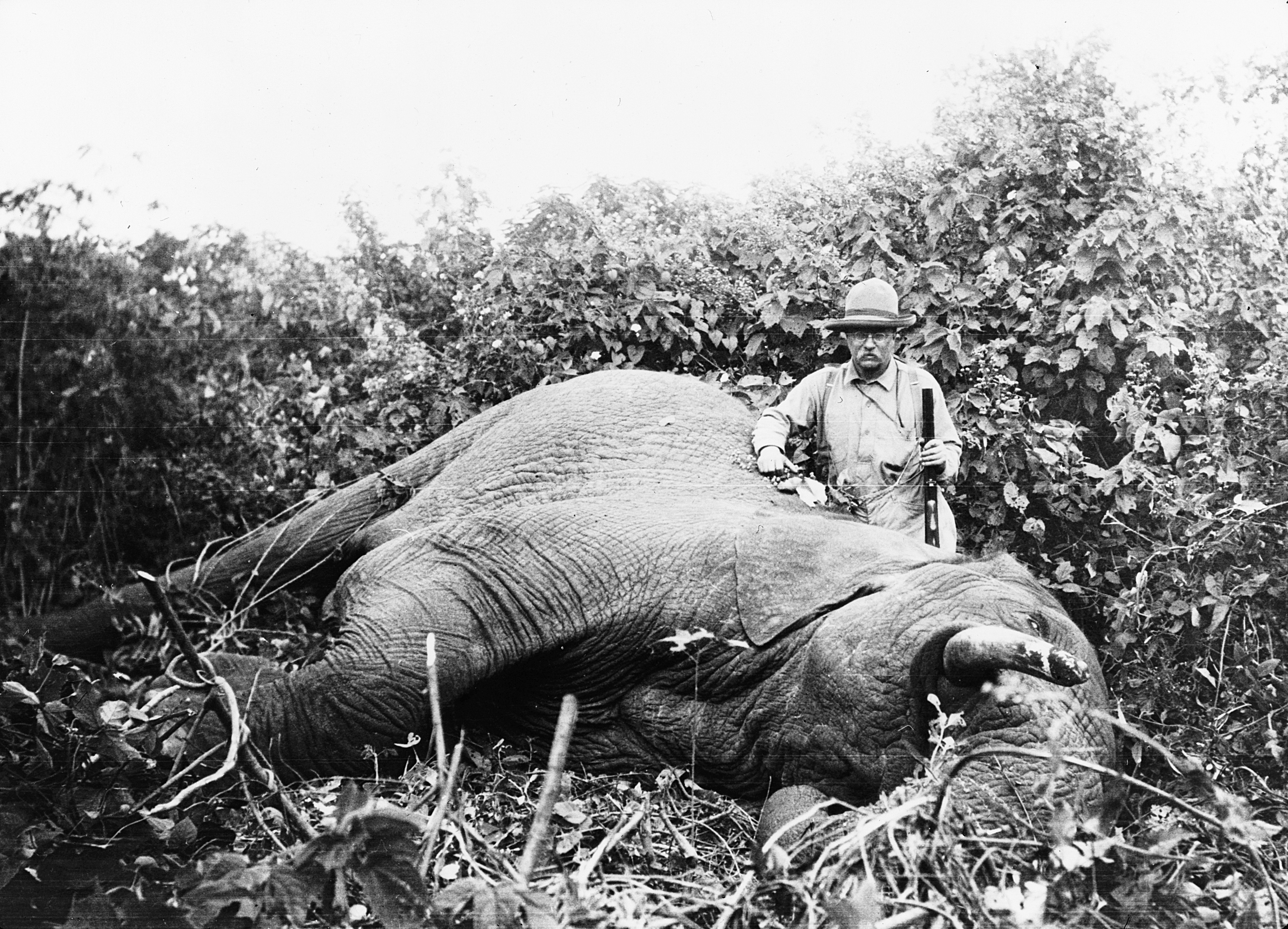
Теодор Рузвельт на сафари.

После окончательного разгрома повстанцев Махди британской армией под командованием генерала Герберта Китченера в 1898 году, Нил до границы протектората Уганда стал частью Англо-Египетского Судана. Экспедиция вверх по реке от города Омдурман прибыл сюда в декабре 1900 года. Пост был создан в Киро, но впоследствии был переведён в Монгалла в апреле 1901 года, так как Киро находился на бельгийской территории, точнее на территории Анклава Ладо. В 1904 году в районе Монгалла были созданы посты, необходимые для подавления деятельности «Абиссинских разбойников, которые заражают страну».
До 1906 года провинция Монгалла была частью провинции Верхний Нил, после чего она стала административной единицей. Первым губернатором был Ангус Камерон, назначенный в январе 1906 года.
Партия из англиканской церкви миссионерского общества (CMS) прибыла в том же месяце, но было решено, что город не подходит для расположения миссии, поэтому вместо него миссия была основана ниже по течению в городе Бор.
Колониальная администрация выступил против попыток CMS обращения представителей народности бари, проживающих в районе Монгалла. Миссионеры расценили это как влияние ислама и ослабление духовных идеалов должностных лиц. Кэмерон же просто хотел избежать трения с мусульманами, которые взяли на себя большую часть работы по строительству и обслуживанию новой столицы провинции.
В 1910 году Теодор Рузвельт посетил провинцию. Перед его приездом, губернатор Р.К.Р.Оуэн сказал генерал-губернатору сэру Реджинальду Уингейту, что всё будет сделано для бывшего президента Соединённых Штатов, но также отметил, что в его войсках нет ни одного осла.
Экспедиция Рузвельта достигла Монгалла в конце февраля, направляясь из Бельгийского Конго через Анклав Ладо. Он был впечатлен египетскими и суданскими войсками, но при посещении традиционного танца он отметил отсутствие мужчин среднего возраста, в результате восстания Махди, которое закончилось более десяти лет назад.
В июне 1910 года британский суданские войска заняли Анклав Ладо, после ушедших бельгийцев. Англиканские и Римско-католические миссионеры просили, чтобы в Анклаве Ладо выходным днём была сохранено воскресенье, как это было при бельгийцев, а не переносился на пятницу, как в остальной части Судана. Губернатор Оуэн был против сохранения воскресенье. Он чувствовал, что большая часть мусульман-фанатиков в армии будут против работы в пятницу, и отмечал, что все рекруты были мусульманского вероисповедания.

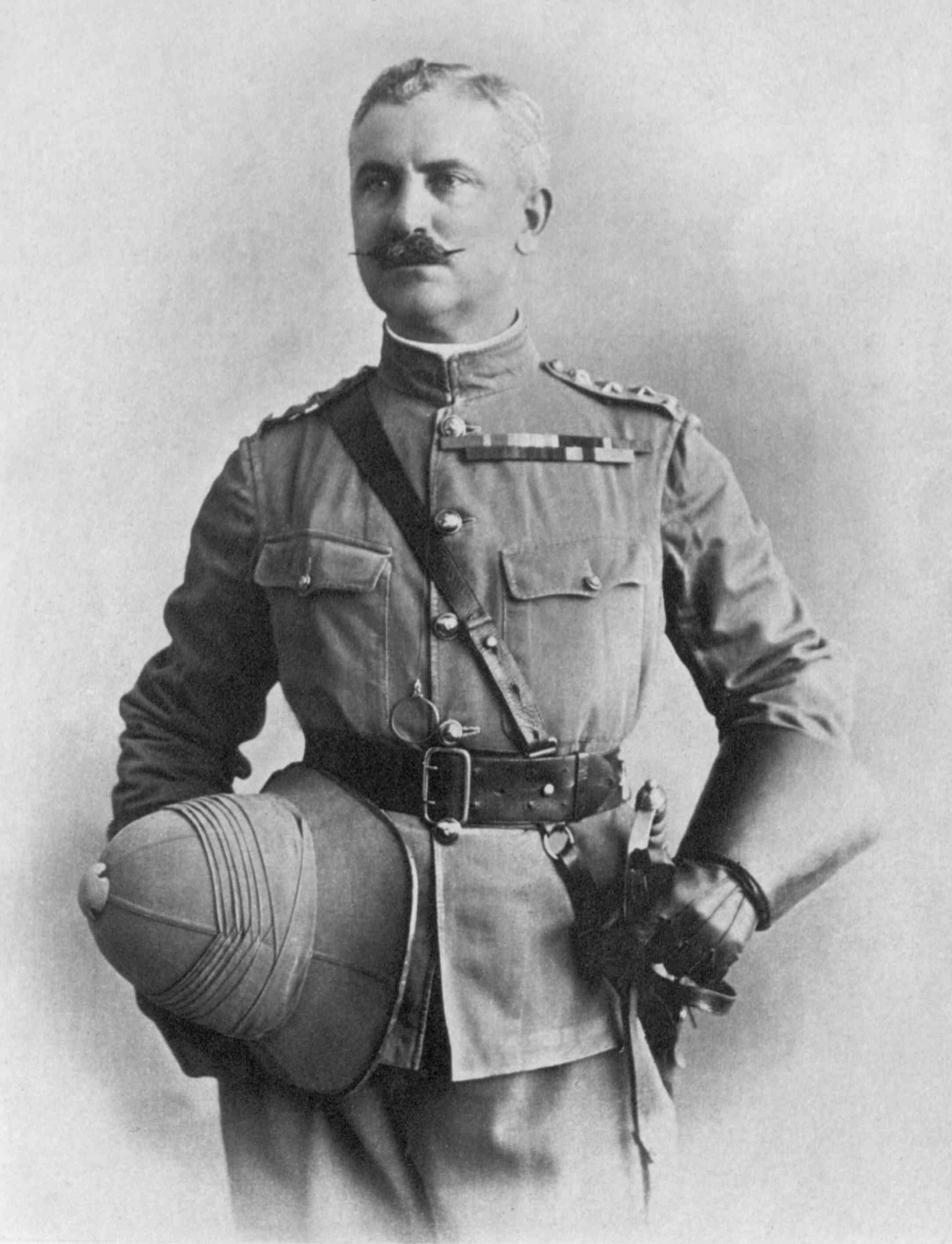
Генерал Сэр Реджинальд Уингейт, генерал-губернатор Судана.

Несколько месяцев спустя, однако, Оуэн предложил создать Экваториальный батальон, состоящий исключительно из южан. Это подразделение будет обучаться английским командам и отправлять христианские религиозные обряды. На основе этого батальона будет формироваться христианское население, которое постепенное соединиться с Угандой, что предотвратит расширение ислама на юг. Он был против ислама исходя из того, что ислам «может в любой момент взорваться волной фанатизма». План Оуэна был одобрен Вингейтом. Вингейт писал: «…мы должны помнить, что основная часть жителей … не мусульмане совсем, что вся Уганда приняла христианство почти безропотно, а кроме того, что английский язык является гораздо легче выучить, чем арабский…».
7 декабря 1917 года последние из северных суданских войск были выведены из Монгаллы, заменённые на экваториальные войска. Эти южные и, по крайней мере, номинально христианские войска оставались единственным постоянным гарнизоном города и провинции, до их мятежа в августе 1955 года.
После того как Хасан Шариф, сын Мухаммаде Халифа Шарифа, был сослан в Монгаллу в 1915 году из-за участия в заговоре в Омдурмане, губернатор Оуэн писал: «Я сказал ему, что ему повезло прийти и посмотреть эту часть Судана бесплатно, тогда как туристы платят сотни фунтов… Я боюсь, что он не понял шутки…»
Оуэн вышел в отставку в 1918 году.
Майор Сесил Стивен Норткот сменил его на посту губернатора Монгаллы с 1918 по 1919 год, а затем переехал, чтобы стать губернатором провинции Нубийские горы (современный Южный Кордофан в Судане).
В Судане был очень лмаленький бюрократический аппарат. Ещё в 1919 году было всего семнадцать британских администраторов в провинциях Бахр-эль-Газаль и Монгалла, с общей площадью в два раза больше Британии.
В первые годы, британские чиновники зависели от местных, к которым были вынуждены обращаться за советом и использовать их в качестве переводчиков. Тем не менее, они должны были избегать этнической вражды. Так Фадль-эль-Мула, из народа динка, бывшим интендантом полиции, был замечен губернатором Монгалла и назначен помощником начальника Твик динка в 1909 году. Он был должен поддерживать мир между динка и Нуэр, двумя этническими группами с обширной историей борьбы и угонов крупного рогатого скота. Тем не менее, политика Фадль-эль-Мула была так сильно смещена в сторону динка, что его полиция подверглась нападению разъяренных нуэр и его сняли с его поста.
Арабский язык и мусульманская религия продолжал распространяться в Южном Судане купцами и чиновниками с севера, и даже британскими чиновниками, которые предпочитали говорить по-арабски, а не учить местный язык.
Восстание алиаб динка в 1919 году было резко подавлено в 1920 году. В том же году нуэр нападали на племена динка и бурун на границе с Эфиопией. Губернатор Монгалла с 1920 года, В.Р. Вудланд, писавший о Монгалла в 1920 году, что «с таким отвратительным управлением провинцией он даже не знает, с чего начать».
Вудланд призвал к решению проблемы: либо Южный Судан должен быть отделен от севера и управляться так же, как Уганда, либо Великобритания должна поощрять развитие арабами структуры Северного Судана. Ничего сделано не было.

## Поздний колониальный период (1920—1956)
В районе Монгалла в период с 1918 по 1924 была эпидемия менингита спинного мозга, по-видимому занесённый носильщиками из Уганды, служивших в Германской Восточной Африке во время Первой мировой войны. Менингит вызывал высокий уровень смертности в шестилетнем ворзрасте и быстро передавался от одной семьи к другой. Меньшая по размаху эпидемия менингита началась в 1926 году, в результате чего произошло 335 смертей в 1928 году, 446 в 1929 году и 335 в первые три месяца 1930 года, прежде чем она прекратилась.
Д-р Александр Крукшенк из Суданского медицинского общества частично объясняет эти эпидемии плохими жилищными условиями. Племена занде в западной части провинции избежали этой болезни. Они имели лучшее питание и меньшую скученность домов, чем динка и нуэр в центре провинции.
Самолеты начали использоваться в Судане с 1920-х годов, с революционным эффектом для военной и гражданской администрации. Однако полёты были опасны. 4 июля 1929 года F.VIIb/3m, принадлежащий бельгийскому финансисту Альберту Левенштейну, разбился в районе Монгалла. Погибших не было, но самолет был серьёзно повреждён.
Летающая лодка Сингапур построенная Братьями Шорт, совершила перелёт через Африку в 1929 году. Начав в Бенгази, самолет вылетел в Абукирский залив, затем вверх по Нилу до города Монгалла, который был достигнут в конце января, и далее в Энтеббе на озере Виктория.
В 1920-е годы британцы постоянно расширяют контроль над Южным Суданом. Заместитель губернатора Монгаллы, майор Р. Дж. К. Брок, оценивания население добавил 50 000 представителей народа топоса и родственных народностей в восточной половине провинции, довольно сильно «„надув“» цифры.
Устанавливая сильное центральное управление, британские власти уменьшали реальную власть местных правителей. В 1929 году британский губернатор провинции Монгалла сказал, что «государственная поддержка местных правителей не стоит того времени, которое на неё потрачено».
В 1925 году майором Ж. Д. Гулдом было отказано в лицензии на разведку золота и нефти в восточной части провинции Mongalla за горами Дидинга. Путешествие в страну топоса было опасно без большой вооружённой охраны, и если бы эфиопы получил лицензию на такую разведку, то они попытались бы занять эту часть страны.
Британцы начали проводить политику «африканизации».
Данная директива была выпущена 25 января 1930 года Гражданским секретариатом Судана, объединяющего губернаторов Верхнего Нила, Бахр-эль-Газаль и Монгалла, в которой сказано: «Политика правительства в Южном Судане направлена на создание серии автономных расовых или племенных единиц с такой структурой и организацией, базирующейся в том объёме, требующемся для справедливого управления и хорошего выполнения государственных задач, на коренные обычаи, традиционного верования и убеждения».
В 1930 году столица провинции Экватория (Южный Судан) была переведена из города Монгалла в город Джуба, находящийся выше по течению на юг.
Губернатором провинции Монгалла с 1930 до 1936 года был Леонард Филдинг Налдер, бывший губернатор провинции Фанг с 1927 по 1930.
В 1935 году Налдер сообщил после исследования своей провинции, что существует проблема отсутствия общеплеменной сплоченности. Генерал-губернатор сэр Стюарт Саймс в Хартуме были мало заинтересован в развитии на юге Судана, которое он озвучивал на словах без предоставления необходимого финансирования. Он также имел слабое представление о проблемах юга. Он посоветовал местным чиновникам, что местными начальниками долны быть имеющие большую территорию, неучитывая этническую составляющую.
В 1936 году провинции Монгалла и Бахр-эль-Газаль были включены в провинцию Экватория, со столицей в Джуба, вместе с частью провинции Верхний Нил.

## Ранние планы экономического развития

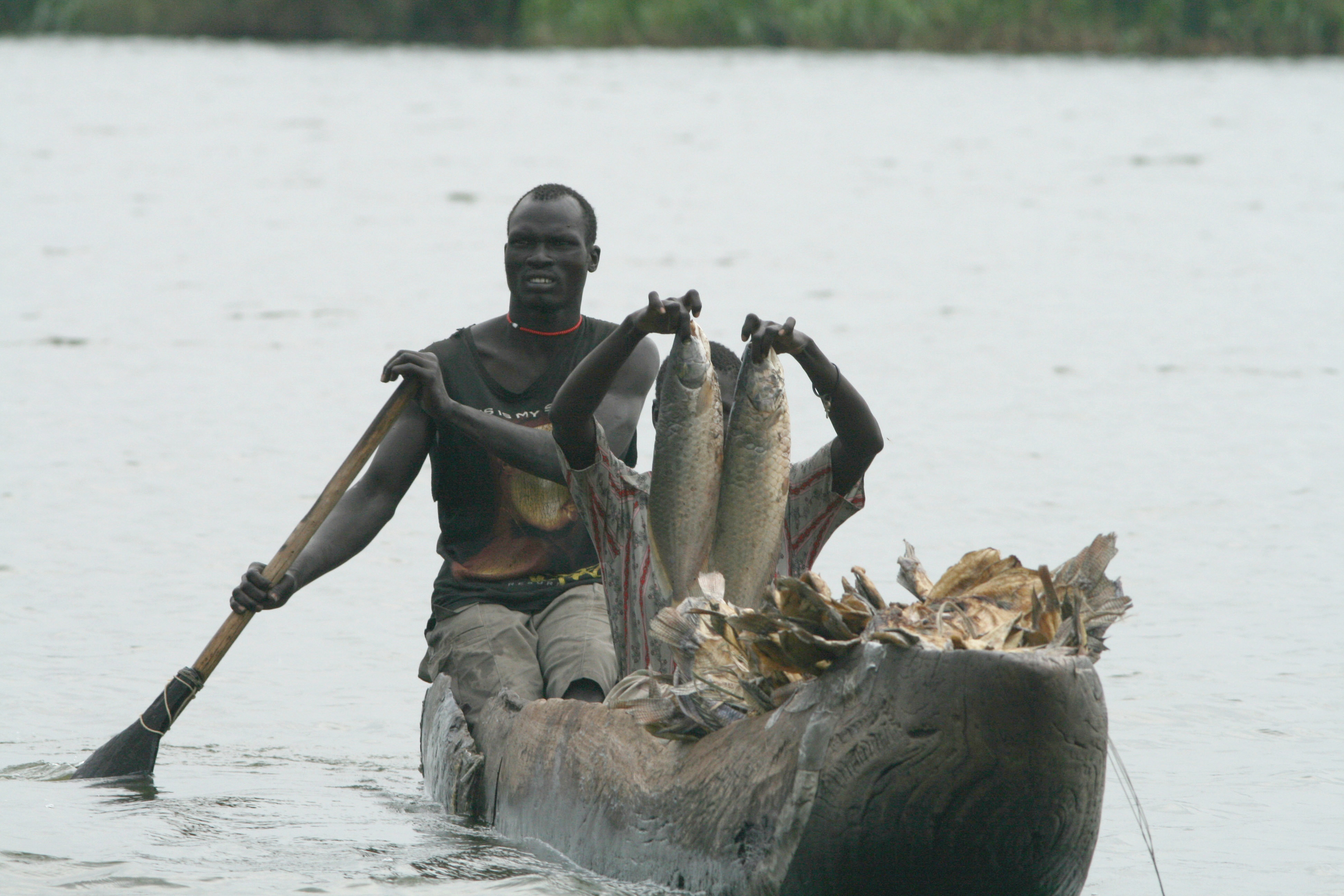
Рыбак в низине Судд

Районные комиссары планировали развить хлопководство в районе Монгалла в 1930-х, но ничего так и не было сделано.
«Южные шкалы», которые определил ставки оплаты труда для должностных лиц и работников в южных провинциях Судана, были крайне низкими, что делало невозможным для администраторов предпринимать какие-либо шаги развития, такие как открытие школы, больницы или экономического проекта. Использование денег было минимальным, и даже в 1945 году налоги по-прежнему взимались в натуральном выражении.
В 1937 году Дж. Майерсу было поручено провести ботанический обзор провинции Монгалла, расширенный и на всю провинцию Экватория. В отличие от пессимистический взгляд на юг администрации Хартума, он был в восторге от богатства и разнообразия растений. Он отметил, что люди приспособились к культивирования неместных растений, таких как маниока, кукуруза, сладкий картофель и арахис. Он также отметил, что правительство ограничивает коммерческое развитие разведения сахарного тростника, табака и кофе, которые произрастают тут в диком виде, и тем самым препятствуя экономическому развитию региона.
В 1938 году губернатор Саймс совершил турне по Экватории и уехал с «усиленным презрением». Он последовательно отвергает схемы развития.
Сахарный тростник хорошо растёт в Южном Судане, и в «зеленой зоне» не нуждается в ирригации. Опытный сахарный завод был создан в Монгалла в 1950-х годах, и были планы по созданию завода промышленных масштабов. Тем не менее, после обретения независимости в 1956 году правительство Судана перенесло сахарный проект на север, где тростник выращивается в гораздо менее благоприятных условиях с большими ирригационными затратами.
После Первой суданской гражданской войны, закончившейся в 1972 году, были планы возродить производство сахара в Монгалла, но это не вышло за рамки разработок как гражданская война вспыхнула вновь в 1983 году.
Так же в Монгалла планировалась постройка бумажной фабрики, для чего были посажены эвкалиптовые плантации на площади в 70,000 феддан (294 км²). 
Для использования в агропромышленном комплексе Монгалла было поставлено оборудование из Дании в период между 1975 и 1976 годами. Оно включало электростанции и насосные станции для скотобоен, птицефабрик, рыбзаводов и деревообрабатывающих предприятий. Оборудование прибыло, но не было установлено, и в конечном итоге проржавело и пришло в негодность.
Проект по созданию ткацкой фабрики в Монгалла также не смогло пройти испытательния.

## Гражданская война

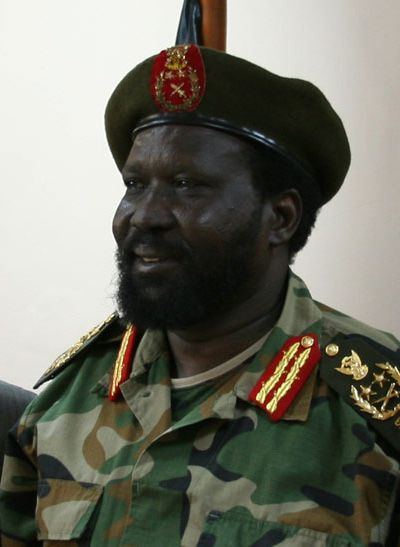
Салва Киир, президент Южного Судана

Судан стал независимым в 1956 году, после начала Первой суданской гражданской войны (1955—1972).
После Аддис-Абебского соглашения (1972) Джиенгу Бор и мурле жили в относительном мире, совместно используя пастбища, особенно Гок Бор.
В середине 1981 года эта гармония нарушилась, когда бандиты мурле напали на скот Джиенгу Бор сразу в нескольких местах по всей провинции Монгалла. Комиссаром Монгалла была вызвана полиция, виновным был назван Бор Динка.
Народная армия освобождения Судана воспользовалась этой ситуацией, чтобы получить рекрутов из динка.
Мир не выдержал и гражданская война возобновилась в 1983 году.
В начале 1985 года Южные Оси НАОС майора Арок Сон Арок воюют с правительственными войсками в южной части Верхнего Нила, Восточной Экватории и Центральной Экватории. Южные оси без труда захватили города Овини-ки-Буль и Монгалла, переправились через Нил, захватили Терекека и осадил город Джуба.
Позже в 1985 году силы Народной армии освобождения Судана (SPLA) получил отпор в селе Гут-Макур возле Монгалла, когда они столкнулись с хорошо вооруженными мандари. Хотя они были готовы драться с армией Судана, эти племена не были готовы это делать под руководством динка.
В марте 1989 года Джок Ренг из основного движения НОАС отбил Монгалла относительно небольшими силами.
Во второй половине 1989 года НОАС консолидируются в таких городах, как Монгалла, которые окружают город Джуба.
В конце 1991 года Монгалла был ареной столкновений между двумя ветвями НОАС. Риек Мачар из НОАС Насир наступал на юг в сторону города Торит, в то время как основное течение НОАС в лице командира Экватории Куоля Маньянга Джуука настаивало на выдвижение сил Риека обратно в Нуэрланд.
Из-за разобщённости среди южан, в период между 1991 и 1994 годами НИР смог вернуть себе контроль во многих местах в Южном Судане, в том числе Монгалла, а также Айод, Лир, Акобо, Почалла, Пибор, Ваат, Насир, Кит, Палотака, Йироль, Бор, Торит, Капоэта, Парджок и Магви.
Правительственные войска из Бор взяли Монгалла в июне 1992 года, а затем повернули на восток в сторону Торита.

## Монгалла сегодня
Вторая гражданская война в Судане закончилась в январе 2005 года. К этому времени городу был нанесен значительный физический урон от безнадзорности и повреждений, а также произошла большая потеря населения. В апреле 2006 года президент Южного Судана, Салва Киир, назвал Монгалла в числе других портов Нила, которые должны быть восстановлены в первую очередь. Он предупредил, что это потребует гораздо больших расходов, чем имеется средств, поэтому работы должна была быть приоритетными.
Очистка Монгалла от мин было завершено в июле 2009 года.
Монгалла является важным центром для измерения течения Нила, измерения проводились регулярно с 1905 до 1983 года.
В течение большей части Второй суданской гражданской войны (1983—2005) измерения не проводились, возобновление мониторинга произошло в 2004 году.